# Эшкудейруш
Эшкудейруш (порт. Escudeiros)  —  район (фрегезия) в Португалии,  входит в округ Брага. Является составной частью муниципалитета  Брага. Находится в составе крупной городской агломерации Большое Минью. По старому административному делению входил в провинцию Минью. Входит в экономико-статистический  субрегион Каваду, который входит в Северный регион. Население составляет 1050 человек на 2001 год. Занимает площадь 3,88 км².
Покровителем района считается Апостол Пётр (порт. São Pedro). 